# Türken (Verb)

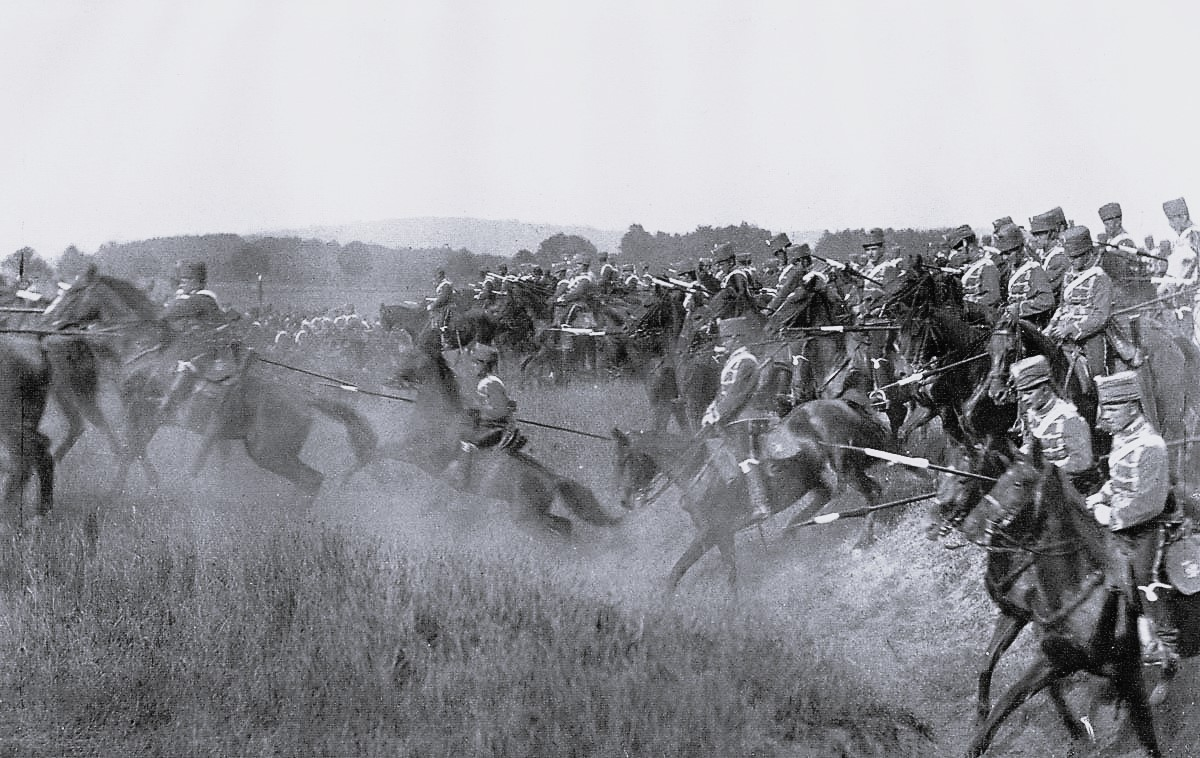
Nach dem Grimmschen Wörterbuch geht der Begriff auf vorschriftswidrig „inszenierte“ Militärmanöver zurück. Dabei soll ein altes türkisches Grabmal im Tempelhofer Übungsgelände zufällig namensgebende Kulisse gewesen sein.

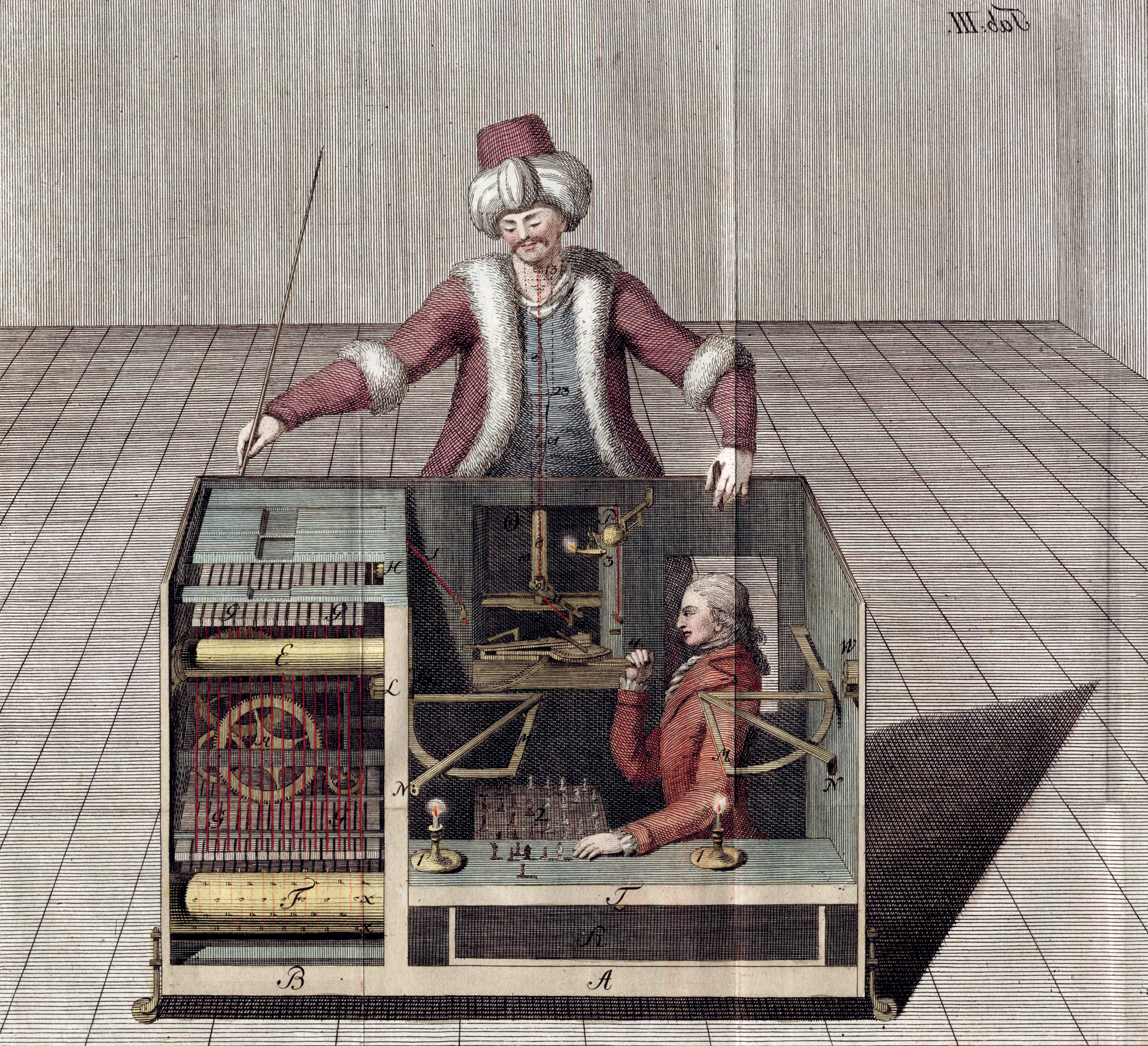
Kupferstich des Schachtürken aus der Publikation des Joseph Friedrich zu Racknitz von 1789

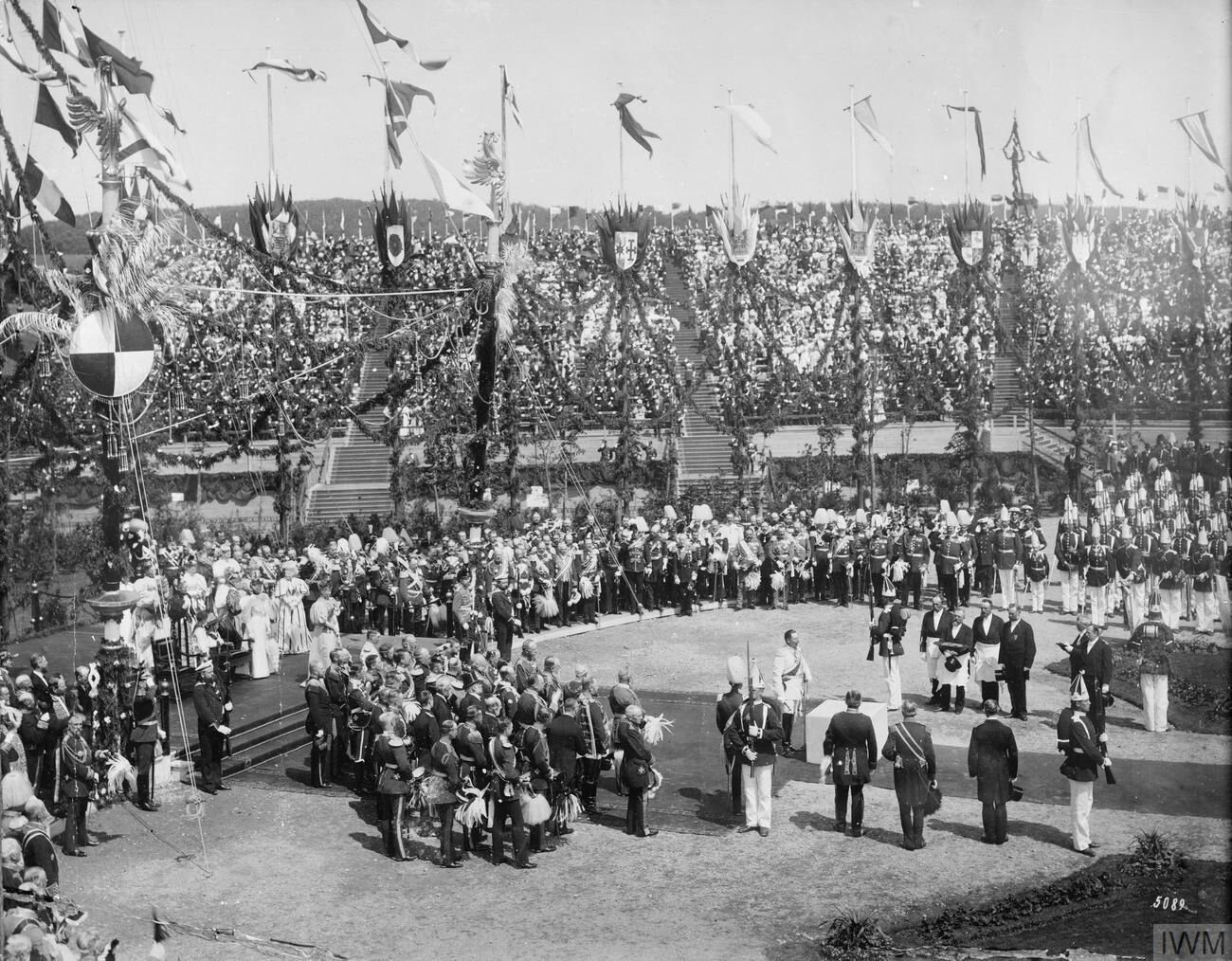
Eröffnung des Nord-Ostsee-Kanals (1895), bei der bezüglich der türkischen Nationalhymne „improvisiert“ wurde.

Das Verb türken ist ein umgangssprachlicher Ausdruck für vortäuschen, fälschen, der oft als diskriminierend empfunden wird.

## Etymologie
Die Herkunft des Verbs im Allgemeinen bzw. der Redewendung „einen Türken bauen“ im Speziellen ist ungeklärt. Es werden drei mögliche Ursprünge diskutiert:
- Nach dem von den Brüdern Grimm 1854 begründeten Deutschen Wörterbuch hat die Redewendung „einen Türken stellen“ etwa ab 1900 die umgangssprachliche Bedeutung „jemandem bei Besichtigungen etwas vormachen“.[2] Das 1916 von dem Hauptmann a. D. und Bibliotheksrat an der Preußischen Staatsbibliothek Walter Transfeldt begründete Werk Wort und Brauch in Deutschlands Heer und Flotte gibt dazu folgende weiterführende Erklärung:
 Unter dem preußischen König Friedrich Wilhelm IV. (1840–1861) ließen Kommandeure bei Truppenbesichtigungen von ihren Verbänden gerne eindrucksvolle Gefechtsübungen abhalten, deren Ablauf jedoch zuvor sorgsam einstudiert worden war. Dies war zwar dem Ausbildungszweck eines Truppenmanövers ausgesprochen abträglich (und wurde im Exerzierreglement von 1906 deshalb auch ausdrücklich untersagt), ließ aber den Kommandeur vor dem Besichtigenden gut dastehen. Unter Offizieren wurden solche zu Freilichtspielen mutierten Übungsabläufe bald als „Türkenmanöver“ oder „einen Türken bauen“ bezeichnet.[3] Der erste Gebrauch dieser spöttischen Redensart wird dem Generalleutnant Gebhard von Kotze (1808–1893) zugeschrieben, der in seiner Zeit als Major im Alexander-Garde-Grenadierregiment (1851–1856) mit seinem Bataillon oft in der Tempelhofer Feldmark Besichtigungsübungen abhielt. Dort stand von 1798 bis 1866 auch eine türkische Grabstätte (1867 wiedererrichtet im Türkischen Friedhof in Neukölln), die in den Übungsabläufen oft eine wichtige Rolle spielte und so wohl auch den Namen dafür lieferte. Im Laufe der Zeit scheint sich die Bedeutung zur heute gebräuchlichen („jemandem etwas vormachen“) verallgemeinert zu haben.[4]
- So erfolgte mit dem Mechanischen Schachspieler oder Schachtürken, der 1769 von Wolfgang von Kempelen gebaut wurde, eine Irreführung eines Publikums.[3] Dem Anschein nach – und viele Zeitgenossen glaubten dies auch – handelte es sich um einen Schachroboter mit tatsächlicher künstlicher Intelligenz, der selbständig Schach spielen konnte. Seine Züge führte er durch eine türkisch kostümierte Menschenfigur aus. Tatsächlich handelte es sich jedoch um einen Trick: ein menschlicher Schachspieler war im Inneren der Maschine versteckt.[5] Kempelen selbst hat allerdings nie behauptet, dass es sich um einen Androiden handele, diese Zuschreibung erfolgte ausschließlich von dritter Seite. Johann Nepomuk Mälzel betrieb den Schachtürken nach Kempelens Tod ausdrücklich in der Absicht, den Anschein eines echten Automaten zu erwecken. Der Betrug wurde von mehreren zeitgenössischen Autoren aufgedeckt, darunter von Edgar Allan Poe in seinem Essay Maelzel’s Chess Player (1836).[6]
- Eine dritte These ist die folgende: Anlässlich der Eröffnung des Nord-Ostsee-Kanals im Jahre 1895 wurde beim Passieren des jeweiligen Kriegsschiffes die entsprechende Nationalhymne gespielt. Beim Eintreffen des türkischen Schiffes musste die Musikkapelle jedoch improvisieren: In Ermangelung der Noten intonierte die Kapelle wegen des Halbmondes in der türkischen Flagge die Volksweise Guter Mond, du gehst so stille.[3][5]

Es ist denkbar, dass die militärische Bedeutung und die Bedeutung „täuschen“ unterschiedlichen Ursprungs sind und sich später vermischt haben.
Die Duden-Redaktion erklärt zu dem Begriff in einem expliziten Warnhinweis: „Auch wenn die Herkunft des Verbs türken unklar ist, verbindet es sich doch im Bewusstsein der meisten Menschen mit der entsprechenden Nationenbezeichnung. Es wird besonders von türkischstämmigen Mitbürgern als diskriminierend empfunden und sollte deshalb im öffentlichen Sprachgebrauch unbedingt vermieden werden.“